# 1907 w polityce

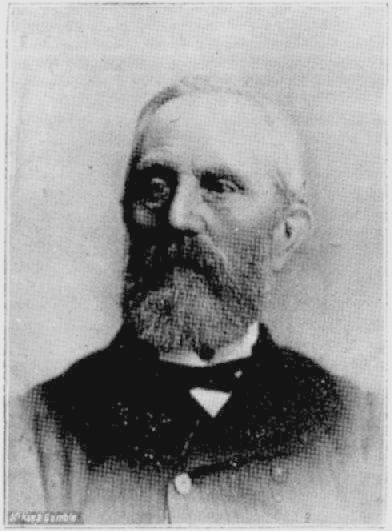
John Hall

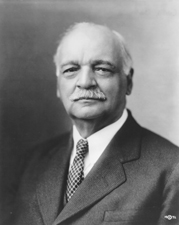
Charles Curtis

Wydarzenia polityczne w 1907 roku.

## Styczeń
- 23 stycznia – Charles Curtis jako pierwszy Indianin z pochodzenia został wybrany do senatu Stanów Zjednoczonych[1][2].

## Marzec
- 1 marca – w Poznaniu wybuchł powszechny strajk w polskich szkołach. Przeciwko całkowitemu usunięciu języka polskiego ze szkół protestowało ok. 48 tys. uczniów[3].
- 15 marca – w Finlandii odbyły się pierwsze wybory do jednoizbowego parlamentu (Eduskunta) z udziałem kobiet. Wybory wygrali socjaldemokracji, którzy zdobyli 80 mandatów na 200 miejsc[3].

## Kwiecień
- 8 kwietnia – Japonia wycofała ostatnie jednostki z Mandżurii. Armia japońska pozostała w Korei[3].
- 30 kwietnia – urodził się John Diamond, brytyjski polityk[4].

## Maj
- 2 maja – Jules de Trooz został premierem Belgii[5].
- 13 maja – w Londynie rozpoczęły się obrady V Zjazdu Socjaldemokratycznej Partii Robotniczej Rosji[3].
- 15 maja – urodził się Thomas J. Dodd, amerykański polityk[6].
- 18 maja – zmarł Henryk Jordan, lekarz i działacz społeczny[7].

## Czerwiec
- 6 czerwca – zmarł William McMahon McKaig, amerykański polityk[8].
- 10 czerwca – Francja i Japonia podpisały porozumienie, w którym zobowiązali się do respektowania niepodległości Chin i zasad swobodnego obrotu towarowego z nimi i na ich obszarze[3].
- 15 czerwca – rozpoczęły się obrady II Konferencji Pokojowej w Hadze. Konferencję zwołano z inicjatywy cara Mikołaja II i prezydenta Stanów Zjednoczonych Theodore'a Roosevelta[3].
- 25 czerwca – zmarł John Hall, polityk, premier Nowej Zelandii[9].

## Lipiec
- 28 lipca – rządy Rosji i Japonii zawarły układ o regulacji połowów na Morzu Ochockim. Obie strony uznały za konieczne chronienie niektórych gatunków fok i uchatek oraz ponadto uznały Morze Ochockie za wody międzynarodowe (z wyjątkiem pasów przybrzeżnych)[3].

## Sierpień
- 31 sierpnia – w Petersburgu Rosja i Wielka Brytania zawarły sojusz oraz usunęły wszelkie rozbieżności dotyczące podziału wpływów w Azji[3].

## Wrzesień
- 17 września – urodził się Warren Earl Burger, prezes Sądu Najwyższego USA[10].
- 23 września – urodził się Duarte Nuno Bragança, portugalski książę[11].
- 26 września – Nowa Zelandia otrzymała status dominium[3].

## Listopad
- 15 listopada – urodził się Claus Schenk von Stauffenberg, niemiecki arystokrata, oficer, uczestnik spisku na życie Adolfa Hitlera, który przeprowadził nieudany zamach w Wilczym Szańcu 20 lipca 1944[12].
- 16 listopada – Oklahoma stała się 46. stanem Stanów Zjednoczonych[3].

## Grudzień
- 8 grudnia – Gustaw V został królem Szwecji[13].
- 10 grudnia – Pokojową Nagrodę Nobla otrzymali Louis Renault i Ernesto Teodoro Moneta[3].